# Piotr Umiński
Piotr Umiński (ur. 29 czerwca 1830 w Warszawie, zm. 27 stycznia 1906) – polski działacz społeczny, urzędnik, współzałożyciel Towarzystwa Miłośników Historii i Zabytków Krakowa, kolekcjoner.

## Życiorys
Pochodził z rodziny szlacheckiej herbu Cholewa. Po uzyskaniu wykształcenia pracował jako urzędnik państwowy w Królestwie Polskim. Wiosną 1863 z nominacji władz powstańczych pełnił funkcję naczelnika cywilnego Wydziału I w Warszawie, obejmującego Śródmieście. Po upadku powstania przeniósł się do Krakowa. Przez pewien czas kierował biurem Kolei Tatrzańskiej, w latach 70. XIX wieku przeszedł do magistratu, gdzie przez kilka lat był referendarzem; w grudniu 1881 Rada Miejska powierzyła mu obowiązki naczelnika Biura Ekonomicznego (Ekonomatu). W 1895 przeszedł na emeryturę.
Umiński uczestniczył w pracach licznych instytucji i organizacji krakowskich. W latach 1873–1892 był sekretarzem Komisji Archeologicznej Akademii Umiejętności (kierowanej przez prof. Józefa Łepkowskiego). Od 1874 w ramach Akademii Umiejętności był również współpracownikiem Komisji Antropologicznej. Należał do Towarzystwa Przyjaciół Sztuk Pięknych, pełniąc w latach 1873–1886 (lub 1887) funkcję sekretarza oraz przewodnicząc Komisji Rozpoznawczej. Miał okazję współpracować z takimi osobistościami, jak Jan Matejko, Władysław Łuszczkiewicz, Walery Gadomski czy Juliusz Kossak; prezesem Towarzystwa Przyjaciół Sztuk Pięknych w tym okresie był książę Marceli Czartoryski, wiceprezesem – Marceli Jawornicki.
W latach 1889–1900 Umiński był pierwszym prezesem Towarzystwa Numizmatyczno-Archeologicznego w Krakowie, do którego należeli m.in. Władysław Łuszczkiewicz, Emeryk Hutten-Czapski, Marian Sokołowski, Stanisław Krzyżanowski, Adam Chmiel, Leonard Lepszy. Prezes Umiński wchodził w skład kolegium redakcyjnego periodyku Towarzystwa – „Wiadomości Numizmatyczno-Archeologicznych”. Sam był również zapalonym kolekcjonerem, zgromadził cenny zbiór monet i medali polskich, po jego śmierci przekazany przez wdowę do Muzeum Narodowego w Krakowie.
W listopadzie 1896 znalazł się wśród postaci krakowskiego życia kulturalnego, które na spotkaniu w siedzibie archiwum miejskiego zainicjowały działalność Towarzystwa Miłośników Historii i Zabytków Krakowa.
Umiński działał także w instytucjach charytatywnych, był m.in. wizytatorem Banku Pobożnego oraz członkiem Arcybractwa Miłosierdzia. Żonaty był z Julią z Janowskich (1831–1907), szlachcianką herbu Strzemię, córką sędziego apelacyjnego z okolic Lublina; dzieci nie miał. Zmarł 27 stycznia 1906 i pochowany został na cmentarzu Rakowickim.